# Henrik Mohn
Pour les articles homonymes, voir Mohn.
Henrik Mohn, né le 15 mai 1835 à Bergen et mort le 12 septembre 1916 à Oslo, est un astronome et météorologue norvégien. S'il entame sa carrière par des études de théologie, il devient ensuite le précurseur de la recherche scientifique en météorologie en Norvège. Il devient plus tard professeur à l'université d'Oslo et le premier directeur de l'Institut météorologique norvégien, de 1866 à 1913.

## Biographie
Mohn est né à Bergen, fils d'Albert Henrik Mohn (1811–1894) et d'Ida Neumann (1814–1864). Du côté maternel, il est un petit-fils de l'évêque luthérien Jacob Neumann. Il termine ses études secondaires à la Bergen Cathedral School en 1852, puis s'inscrit à l'université du Roi-Frédéric en théologie mais il passe à la physique après avoir assisté à des conférences sur ce sujet. Il continue à étudier l'astronomie et la minéralogie, obtenant son diplôme dans cette dernière matière en 1858. Pour faciliter l'apprentissage, il construit son propre télescope. En 1860, il est embauché comme chargé de recherche en astronomie, après avoir publié un article sur les orbites des comètes. En 1861, lorsque le professeur Christopher Hansteen prend sa retraite universitaire, Mohn devient le nouveau directeur de l'observatoire astronomique de la ville.
À ce poste, Mohn s'intéresse rapidement à la météorologie. Son premier article dans le domaine, « Stormene i Christiania fra 1837 til 1863 » est publié en 1863 dans la revue Polyteknisk Tidsskrift, qu'il édite de 1859 à 1862. Il participe à la fondation de l'Institut météorologique norvégien en 1866, et en devient le premier directeur. En même temps, il est nommé professeur à l'université du Roi-Frédéric. Mohn est un des fondateurs et représente l'Institut à l'Organisation météorologique internationale, ancêtre de l'Organisation météorologique mondiale, où il fait partie de plusieurs commissions et de son conseil central de 1873 à 1910.
Son œuvre principale est fut l'« Étude sur les mouvements de l'atmosphère », écrit entre 1876 et 1880 avec le mathématicien Cato Guldberg. Ils y utilisent l'hydrodynamique et la thermodynamique pour décrire et expliquer les phénomènes météorologiques. Mohn participe à trois expéditions en mer du Nord et en Arctique de 1876 à 1878 à bord du Vöringen.
Il prend sa retraite de ses fonctions à l'Université et à l'Institut météorologique en 1913 mais poursuit ses travaux scientifiques et même quatre mois avant sa mort, il remet à l'Institut météorologique norvégien des cartes et des tableaux pour un nouvel atlas climatique.
Il est décédé le 12 septembre 1916.

## Renommée
En plus de nombreux prix et distinctions qu'Henrik Mohn a reçus, son nom est associé à 70 lieux dans l'Arctique dont les îles Mona dans la mer de Kara, nommées en son honneur par Fridtjof Nansen lorsqu'il a publié les premières cartes détaillées de l' Arctique russe,. Le prix Mohn pour la recherche arctique, un prix de deux millions de couronnes de l'Académie norvégienne des sciences et des lettres, la Fondation de recherche de Tromsø et l'université de Tromsø, est décerné tous les deux ans en l'honneur d'Henrik Mohn.
Le professeur Mohn a gagné l'estime des pêcheurs scandinaves par le travail de l'Institut météorologique norvégien. Avant 1867, beaucoup d'entre eux perdaient la vie chaque année dans les tempêtes et les prévisions de l'Institut ont permis de réduire grandement ce nombre. Il obtint aussi la coopération des capitaines pour prendre des observations dans l'Arctique pour améliorer la couverture dans cette région.